# Брандон (Колорадо)
Брандон (англ. Brandon) — переписна місцевість (CDP) в США, в окрузі Кайова штату Колорадо. Населення — 21 осіб (2010).

## Географія
Брандон розташований за координатами 38°26′47″ пн. ш. 102°26′28″ зх. д. / 38.44639° пн. ш. 102.44111° зх. д. (38.446400, -102.441155).  За даними Бюро перепису населення США в 2010 році переписна місцевість мала площу 0,30 км², уся площа — суходіл.

## Демографія
Згідно з переписом 2010 року, у переписній місцевості мешкала 21 особа в 11 домогосподарстві у складі 7 родин. Густота населення становила 69 осіб/км².  Було 12 помешкання (39/км²).
Расовий склад населення:
| - 100,0 % — білих |

До двох чи більше рас належало 0,0 %. Частка іспаномовних становила 0,0 % від усіх жителів.
За віковим діапазоном населення розподілялося таким чином: 19,0 % — особи молодші 18 років, 71,5 % — особи у віці 18—64 років, 9,5 % — особи у віці 65 років та старші. Медіана віку мешканця становила 48,3 року. На 100 осіб жіночої статі у переписній місцевості припадало 110,0 чоловіків;  на 100 жінок у віці від 18 років та старших — 88,9 чоловіків також старших 18 років.
Цивільне працевлаштоване населення становило 8 осіб. Основні галузі зайнятості: фінанси, страхування та нерухомість — 87,5 %, освіта, охорона здоров'я та соціальна допомога — 12,5 %.